# 박인홍
박인홍(born 1945) 광주 출생. 1983년 <파리들은 쉬지 않는다>를 무크지 <우리 세대의 문학>에 발표하여 등단하였다. 주요 작품으로 <벽 앞의 어둠>, <남무(南舞)>, <누가 용의 발톱을 보았다 하는가> 등 발표. 그는 실험적인 수법으로 삶의 현실의 무의미성을 파헤치는 작가이다.